# Rhodocollybia
Родоколібія (Rhodocollybia) — рід грибів родини Omphalotaceae. Назва вперше опублікована 1939 року.

## Поширення та середовище існування
В Україні зростає їстівний гриб Родоколібія масляна (Rhodocollybia butyracea).

## Галерея

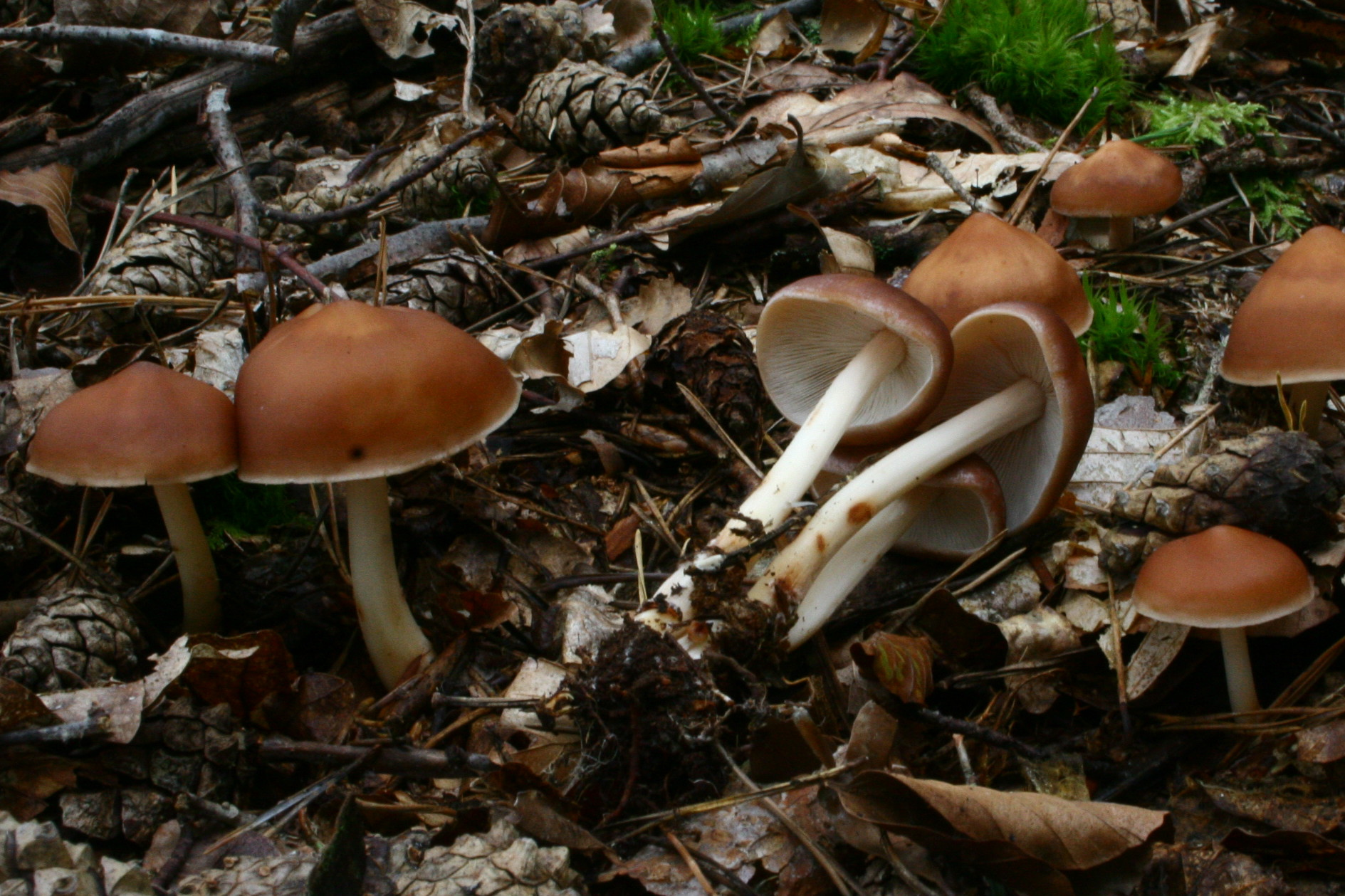
Rhodocollybia prolixa
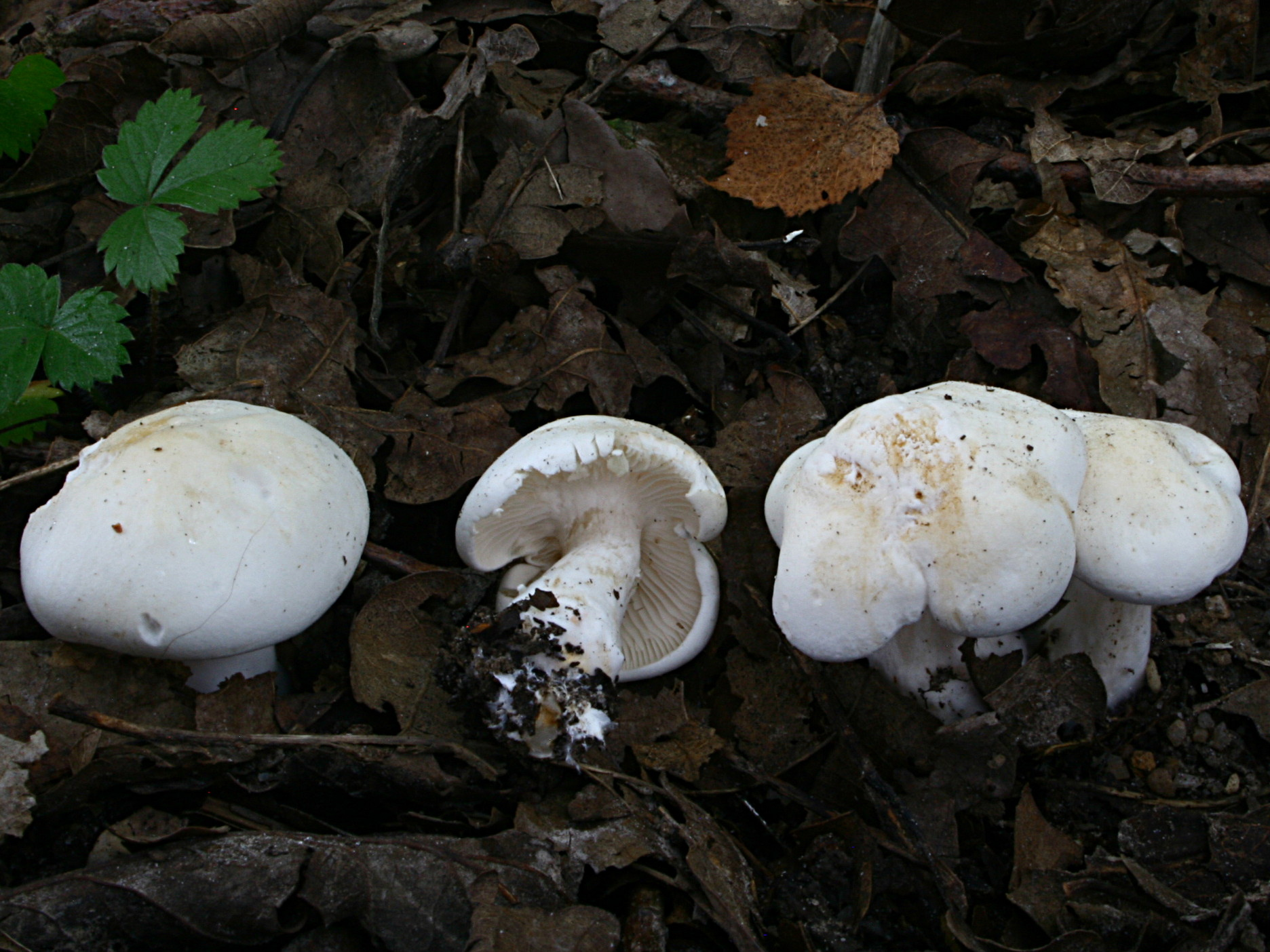
Rhodocollybia maculata
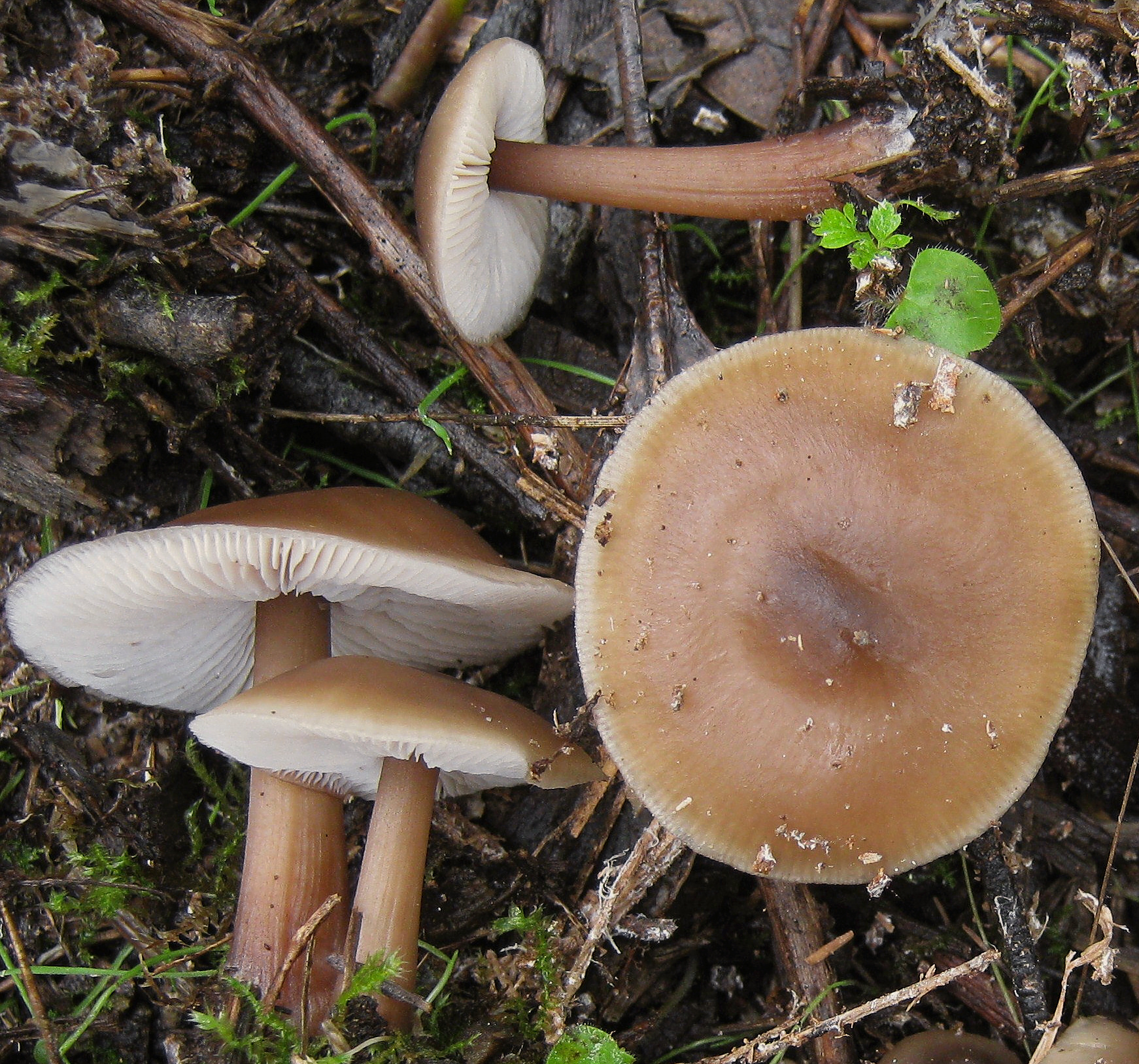
Rhodocollybia butyracea
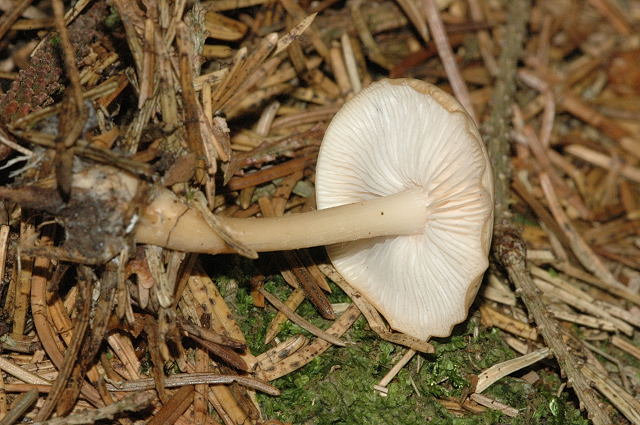
Rhodocollybia fodiens